# Monte Sokbaro
Monte Sokbaro es el nombre que recibe el punto más alto de Benín, con una altitud de 658 metros (2.159 pies). Se encuentra ubicado en la frontera entre los países africanos de Benín y Togo, en las coordenadas geográficas 09°19′41″N 01°24′56″E / 9.32806, 1.41556